# Ettore Manca
Ettore Manca Marchese di Mores (Sassari, 29 maggio 1877 – Roma, 9 febbraio 1966) è stato un generale italiano, decorato di Medaglia d'oro al valor militare a vivente nel corso della guerra di Spagna e con la Croce di Commendatore dell'Ordine militare di Savoia.

## Biografia
Nacque a Sassari il 29 maggio 1877, figlio di Vincenzo. Arruolatosi nel Regio Esercito mentre frequentava il terzo anno della facoltà di ingegneria, nell'ottobre 1897 iniziò a frequentare la Regia Accademia Militare di Artiglieria e Genio di Torino uscendone con il grado di sottotenente in s.p.e. assegnato all'arma di artiglieria nell'ottobre dell'anno successivo.
Promosso tenente nel maggio 1900, fu assegnato alla 9ª Brigata di artiglieria costiera della Sardegna. Dopo l'entrata in guerra del Regno d'Italia, avvenuta il 24 maggio 1915, combatte sul fronte giulio con il grado di capitano, posto al comando di una batteria del 46º Reggimento rimanendo gravemente ferito in combattimento. Addetto al comando della 17ª Divisione, venne promosso tenente colonnello nel 1918, passando al comando dell'artiglieria del XXVIII Corpo d'armata. Al termine della Grande Guerra risultava decorato con una Medaglia d'argento al valor militare e la Croce di Cavaliere dell'Ordine militare di Savoia. Venne promosso colonnello  nel marzo 1926, e fu dapprima in servizio al comando della 1ª Armata e poi fu insegnante presso la scuola di guerra dell'esercito (1927-1931). Nel gennaio 1932 fu nominato comandante del 10º Reggimento artiglieria pesante campale, e promosso generale di brigata per meriti eccezionali nel mese di agosto 1934 ebbe il comando delle truppe delle isole del Dodecaneso. Nel 1937 fu assegnato al Ministero della guerra per incarichi speciali. Il 2 maggio di quell'anno partì per la Spagna assegnato in servizio come comandante dell'artiglieria del Corpo Truppe Volontarie, rimanendovi sino al 4 novembre 1938. Fu decorato con la Medaglia d'oro al valor militare a vivente per il ruolo decisivo svolto durante la battaglia dell'Ebro, e venne promosso generale di divisione per merito di guerra (11 aprile 1938). Prese successivamente parte alla seconda guerra mondiale, venendo promosso generale di corpo d'armata l'11 marzo 1941, e posto in posizione di riserva il 30 maggio di quell'anno. Rimase comunque in servizio attivo, venendo nominato comandante superiore dell'artiglieria in Africa Settentrionale Italiana dove rimase fino al 10 ottobre 1942.  Rientrato in Italia fu assegnato allo Stato maggiore del Regio Esercito, ricoprendo l'incarico di vicecomandante della Difesa Territoriale.
Posto in posizione di riserva nel 1947, si stabilì a Roma spegnendosi il 9 febbraio 1966. Una via di Sassari porta il suo nome.

## Pubblicazioni
- L'Impiego dell'artiglieria italiana nella guerra di Spagna (maggio 1937-novembre 1938), Tipografia regionale, Roma, 1941.

### Fonti
1. 1 2 3 4 5 6 7 8  Generals.
2. 1 2 3 4 5 6 7 8 9  Combattenti Liberazione.
3. ↑  Ceva 2010, p. 371.
4. 1 2  Ordine militare d'Italia sul sito della Presidenza della Repubblica
5. ↑  Medaglie d'oro al valor militare sul sito della Presidenza della Repubblica
6. ↑  Registrato alla Corte dei conti lì 16 ottobre 1939, registro 38 Guerra, foglio 54.
7. ↑   Bollettino ufficiale delle nomine, promozioni e destinazioni negli ufficiali e sottufficiali del R. esercito italiano e nel personale dell'amministrazione militare, 1937,  p. 201. URL consultato il 22 agosto 2019.